# Roggeveld
Roggeveld es una meseta situada en el continente de África. Se localiza en la Provincia Cabo del Norte, en Sudáfrica, más exactamente en la región de Karoo. El nombre proviene de una palabras traducida como centeno, que antes se cultivaba por esas zonas. Es una de las regiones más frías del país.